# ده‌نو خالصه
ده‌نو خالصه روستایی در دهستان مازول بخش مرکزی شهرستان نیشابور استان خراسان رضوی ایران است.

## جمعیت
بر پایه سرشماری عمومی نفوس و مسکن در سال ۱۳۹۵ جمعیت این روستا ۱٬۶۴۹ نفر (۵۰۹خانوار) بوده‌است.